# Sárrétudvari
Sárrétudvari, tidigare Udvárÿ, är en mindre stad i Ungern.

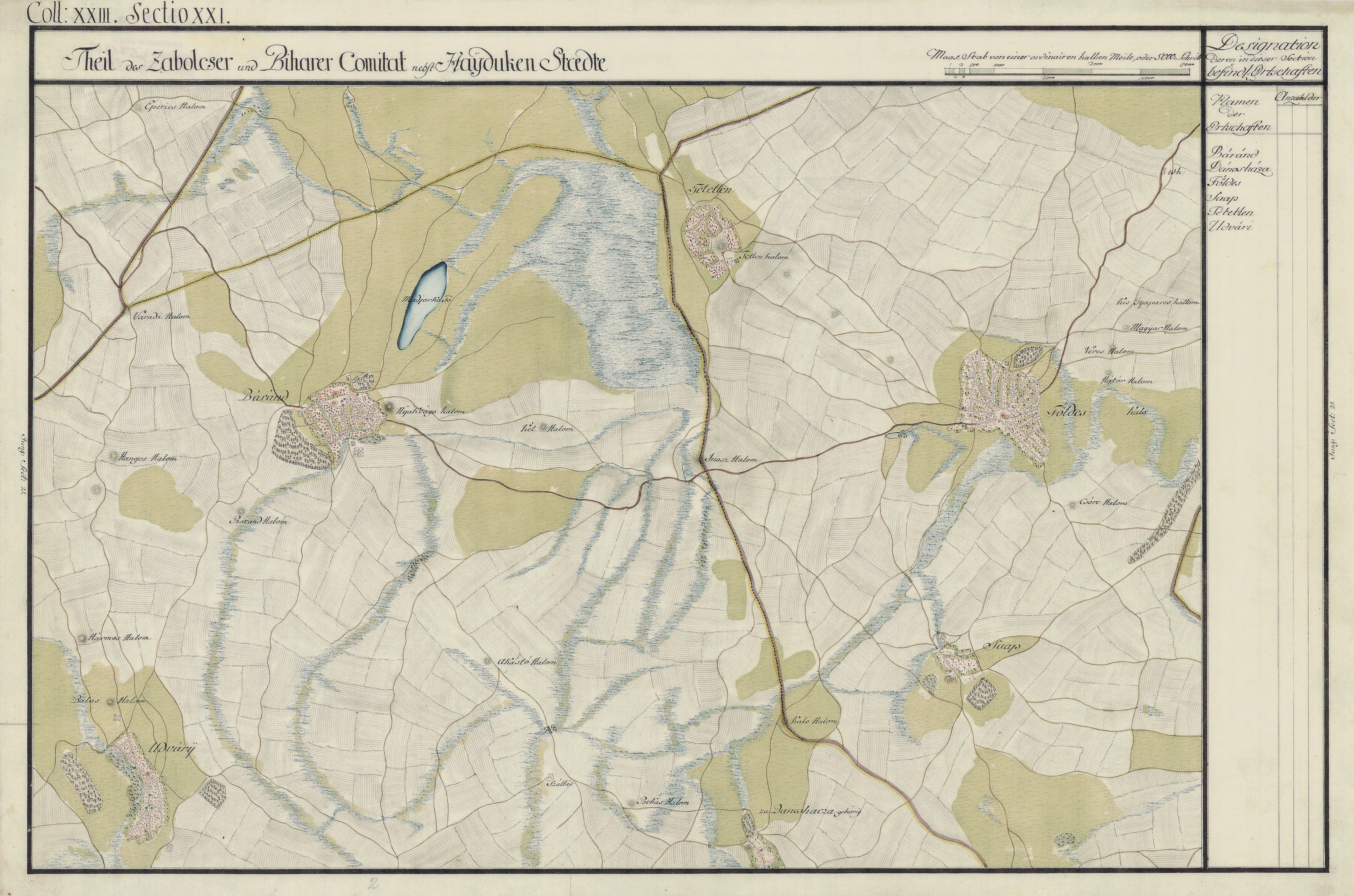
Udvárÿ (Sárrétudvari) längst ner till vänster på en karta från 1700-talet.